# Единство измерений
Единство измерений — состояние измерений, при котором их результаты выражены в допущенных к применению единицах величин, а показатели точности измерений не выходят за установленные границы.
Единство измерений необходимо для того, чтобы можно было сопоставить результаты измерений, выполненных в разных местах и в разное время, с использованием разных методов и средств измерений.
Правовой основой обеспечения единства измерений служит законодательная метрология, которая представляет собой свод государственных актов и нормативно-технических документов различного уровня, регламентирующих метрологические правила, требования и нормы.
Определение понятия «единство измерений» довольно ёмкое. Оно охватывает важнейшие задачи метрологии: унификацию единиц, разработку систем воспроизведения единиц и передачи их размеров рабочим средствам измерений с установленной точностью, проведение измерений с погрешностью, не превышающей установленные пределы и др. Единство измерений должно выдерживаться при любой точности измерений, необходимой владельцу процесса.
Правовые основы обеспечения единства измерений в Российской Федерации регламентированы Федеральным законом от 26.06.2008 г. № 102-ФЗ «Об обеспечении единства измерений».